# Nils Lundberg
Nils Gösta Lundberg, född 12 juni 1908 i Stockholm, död 3 april 2002, var en svensk neurokirurg. 
Lundberg, som var son till överstelöjtnant Albert Lundberg och Signe Ekströmer, blev medicine licentiat i Stockholm 1935 och medicine doktor i Lund 1961. Han blev förste underläkare på Serafimerlasarettets neurokirurgiska klinik 1942, biträdande läkare där 1946, biträdande överläkare på Lunds lasaretts neurokirurgiska klinik 1947, var överläkare där 1949–1974 och professor i neurokirurgi vid Lunds universitet 1962–1974. Han blev medicine hedersdoktor i Clermont-Ferrand 1974 och hedersledamot av Euroacademy for Multidisciplinary Neurotraumatology (EMN) i Münster 1977.